# Boršod-abaújsko-zemplénska županija
Boršod-abaújsko-zemplénska županija (mađarski: Borsod-Abaúj-Zemplén megye) jedna je od 19 mađarskih  županija. Pripada regiji Sjevernoj Mađarskoj. Administrativno središte je Miškolc. Površina županije je 7247 km², a broj stanovnika 744 404. 

## Zemljopisne osobine
Nalazi se u sjeveroistočnoj Mađarskoj, u regiji Sjevernoj Mađarskoj (Észak-Magyarország)
Susjedne županije su Nogradska zapadu, Heveška na jugozapadu, Jaziško-velikokumansko-szolnočka na jugu i Szabolčko-szatmársko-bereška županija na jugoistoku i istoku. Na sjeveru graniči sa Slovačkom i Ukrajinom.
Gustoća naseljenosti je 98 stanovnika po četvornom kilometru. 
U Boršod-abaújsko-zemplénskoj se županiji nalazi 228 naselja.

### Upravna organizacija
Hrvatska imena naselja prema ili

## Najveći gradovi
| Grad/općina     | Br. st. (1. siječnja 2005.) |
| --------------- | --------------------------- |
| Miškolc         | 175.701                     |
| Ózd             | 37.995                      |
| Kazincbarcika   | 31.575                      |
| Mezőkövesd      | 17.575                      |
| Sátoraljaújhely | 17.456                      |
| Tiszaújváros    | 17.145                      |
| Sárospatak      | 14.215                      |
| Sajószentpéter  | 12.998                      |
| Edelény         | 11.014                      |
| Szerencs        | 9.856                       |
| Putnok          | 7.457                       |
| Felsőzsolca     | 7.162                       |
| Encs            | 7.109                       |

| Grad/općina  | Br. st. (1. siječnja 2005.) |
| ------------ | --------------------------- |
| Mezőcsát     | 6.578                       |
| Alsózsolca   | 6.190                       |
| Szikszó      | 6.062                       |
| Emőd         | 5.471                       |
| Tokaj        | 5.155                       |
| Nyékládháza  | 5.021                       |
| Szendrő      | 4.355                       |
| Borsodnádasd | 3.605                       |
| Abaújszántó  | 3.422                       |
| Cigánd       | 3.299                       |
| Gönc         | 2.254                       |
| Pálháza      | 1.114                       |

## Vode
- Šajo
- Hornád
- Bodva
- Bodrog
- Hejő
- Takta
- Rakaca
- Jósva (patak)
- Lázbérci (jezero)
- Rakaca (jezero)

## Stanovništvo
U županiji živi 744 404 stanovnika (prema popisu 2001.).
- Mađari = 718 911
- Romi, Cigani, Bajaši = 46 635
- Slovaci = 2 250
- Nijemci = 2 198
- Ukrajinci 423
- Poljaci 312
- Rusini = 311
- Rumunji = 271
- Grci 296
- Slovenci 131
- Arapi 103
- ostali, među kojima Hrvata 41

## Vanjske poveznice
- (engleski) Mađarski statistički ured - nacionalni sastav Boršod-abaújsko-zemplénske županije 2001.